# Quentin Bigot
Quentin Bigot (Hayange, 1º dicembre 1992) è un martellista francese, vincitore della medaglia d'argento ai campionati del mondo del 2019.

## Palmarès
| Anno | Manifestazione          | Sede       | Evento              | Risultato | Prestazione | Note                                     |
| ---- | ----------------------- | ---------- | ------------------- | --------- | ----------- | ---------------------------------------- |
| 2009 | Mondiali allievi        | Bressanone | Lancio del martello | 13º (q)   | 65,33 m     |                                          |
| 2010 | Mondiali juniores       | Moncton    | Lancio del martello | 7º        | 71,51 m     |                                          |
| 2011 | Europei juniores        | Tallinn    | Lancio del martello | Oro       | 78,45 m     |                                          |
| 2012 | Europei                 | Helsinki   | Lancio del martello | 24º (q)   | 70,78 m     |                                          |
| 2012 | Giochi olimpici         | Londra     | Lancio del martello | 24º (q)   | 72,42 m     |                                          |
| 2013 | Giochi del Mediterraneo | Mersin     | Lancio del martello | 4º        | 73,83 m     |                                          |
| 2013 | Europei under 23        | Tampere    | Lancio del martello | Bronzo    | 79,99 m     |                                          |
| 2013 | Mondiali                | Mosca      | Lancio del martello | 13º (q)   | 74,98 m     |                                          |
| 2017 | Mondiali                | Londra     | Lancio del martello | 4º        | 77,67 m     |                                          |
| 2018 | Europei                 | Berlino    | Lancio del martello | 16º (q)   | 72,73 m     |                                          |
| 2019 | Mondiali                | Doha       | Lancio del martello | Argento   | 78,19 m     | Miglior prestazione personale stagionale |
| 2021 | Giochi olimpici         | Tokyo      | Lancio del martello | 5º        | 79,39 m     |                                          |
| 2022 | Mondiali                | Eugene     | Lancio del martello | 4º        | 80,24 m     |                                          |
| 2022 | Europei                 | Monaco     | Lancio del martello | 7º        | 77,48 m     |                                          |
| 2024 | Europei                 | Roma       | Lancio del martello | 9º        | 73,81 m     |                                          |